# Pierre Boitard
Pierre Boitard (Mâcon, 27 aprile 1789 – 1859) è stato un botanico e geologo francese.
È conosciuto in particolare per la sua descrizione scientifica del diavolo della Tasmania e per il romanzo Paris avant les hommes (pubblicato postumo nel 1861 e dove l'autore descrive la vita di un ipotetico preominide vissuto nella regione attorno alla capitale francese), ma altresì attivo come naturalista ed agronomo. Ricoprì inoltre il ruolo di ufficiale superiore durante i Cento Giorni.
Dal 1839 diresse, assieme a Louis Claude Noisette, il mensile Revue progressive d'agriculture, de jardinage, d'économie rurale et domestique, il cui titolo venne poi cambiato, nel 1841, in L'Agriculteur praticien ou Revue progressive d'agriculture, de jardinage, d'économie rurale et domestique (mensile fino al 1858, poi bimestrale fino alla soppressione, nel 1872).
Boitard espresse idee simili a quelle della teoria dell'evoluzione (che sarebbe stata formulata solo diversi anni dopo): ad esempio, nel 1838, in un articolo pubblicato sulla rivista le Magasin Universel ed intitolato L'Homme Fossile, in un dialogo immaginario fra un saggio e un uomo comune egli espone una sorta di teoria dell'evoluzione delle specie applicata all'insieme degli esseri viventi, uomo compreso. Tale articolo venne criticato sia dai lettori che dalla direzione del giornale, che difatti nel numero successivo si distanziò dall'articolo, comunicando che la pubblicazione era stata concessa grazie al fatto che il direttore era momentaneamente in viaggio verso un non meglio specificato "Paese straniero" e pertanto non aveva potuto censurarlo. 

## Pubblicazioni
- Traité de la composition et de l'ornement des jardins, Parigi, Audot, 1825, 156 p.
- Manuel Complet de Botanique ou Principes de Botanique élémentaire, Parigi, 1826, 448 p.
- Traité des prairies naturelles et artificielles, contenant la culture, la description et l'histoire de tous les végétaux propres à fournir des fourrages, avec la figure dessinée et coloriée d'après nature de toutes les espèces appartenant à la classe des graminées [avec 48 planches], Parigi : Rousselon, Jacquin frères, 1827, in-8°, VIII-301 p.
- Manuel de Physiologie végétale, de physique, de chimie et de Minéralogie, appliquées à la culture, Parigi, 1829, 357 p.
- Manuel complet de l'architecte des jardins, ou l'art de les composer et de les décorer, Parigi, Librairie encyclopédique de Roret, v.1834.
- Manuel complet de l'amateur de roses, leur monographie, leur histoire et leur culture, Parigi, Librairie Encyclopédique de Roret, 1836, 367 p.
- Nouveau manuel complet du naturaliste préparateur, ou l'art d'empailler les animaux, de conserver les végétaux et les minéraux, de préparer les pièces d'anatomie normale et pathologique, suivi d'un traité des embaumements, Parigi, Librairie Encyclopédique de Roret, 1845, 464 p. ; Nouvelle édition, revue, augmentée et entièrement refondue, Paris, Librairie Encyclopédique de Roret, 1852, 510 p.